# هوجو لينتز
هوجو لينتز (1859-1944) هو مهندس ميكانيكي أسترالي وُلد في جنوب أفريقيا، كان مخترعًا وتلقي العديد من الجوائز التي فاز بها نتيجة للتحسينات والتقنيات المتطورة التي أدخلها علي محرك البخار.
والنطق الصحيح لاسمه هو "هوجو لينز" وليس " لينتز، لكن عادة ما تُقال لينتز في المدن الناطقة بالإنجليزية.

## حياته والحياة المهنية
ولد هوجو لينتز في الحادي والعشرين من يوليو عام 1859 في جنوب أفريقيا وعندما كان ذو ستة أعوام، تُوفي والده وعادت عائلته لأقاربهم في ألمانيا، وأصبح مهندسًا في الأسطول البروسي البحري.
في عام 1888 أسس هوجو لينتز مصنعًا خاصًا به في مدينة فيينا، وفاز بجائزة المركز الأول نظير أول محرك بخاري من تصميمه في المعرض الذي أُقام علي شرف أليساندروا فولتا في مدينة كومو؟
وفي المعرض العالمي 1900 في باريس فاز تصميمه للمحرك بالجائزة الأولي في حين فاز هوجو لينتز نفسه بالجائزة الذهبية.

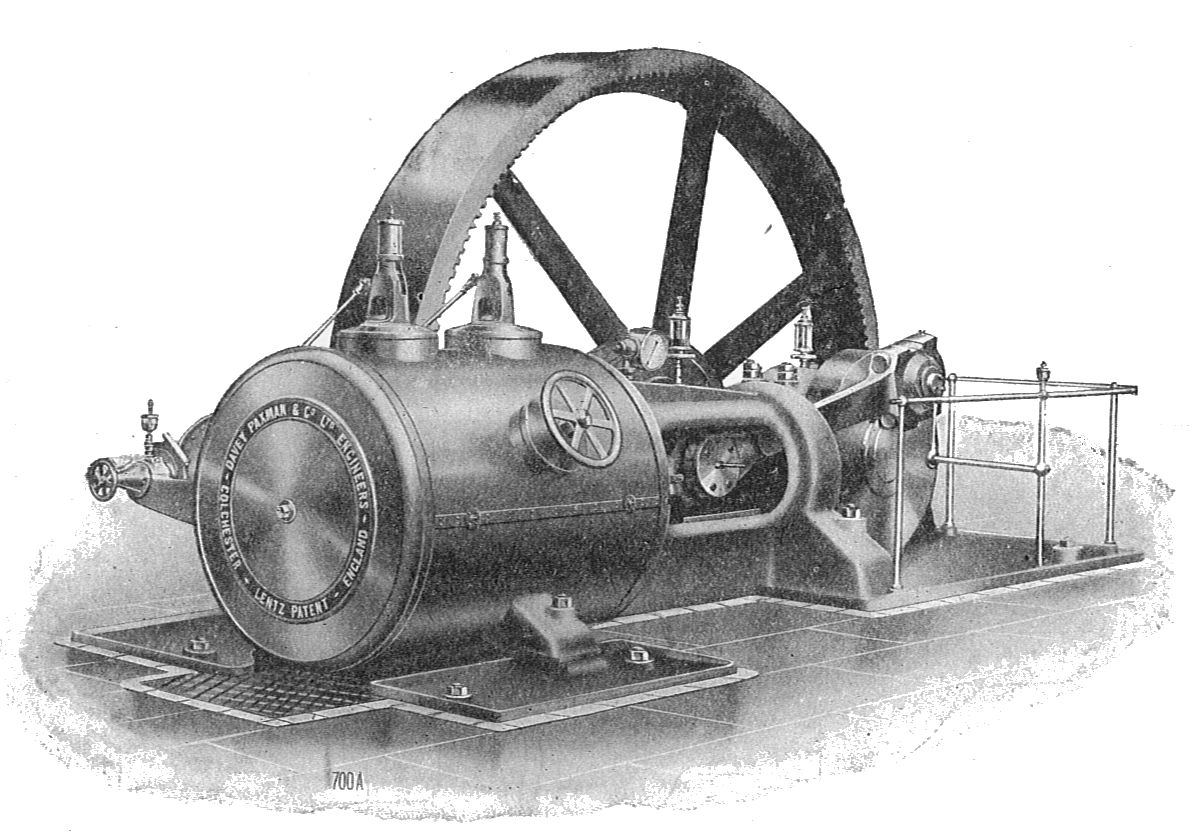
محرك بيكسمان لينتز بإسطوانة واحدة

في عام 1907، قامت شركة دافي وبيكسمان ولاحقًا شركة إيري سيتي آيرون وركس في بينسلفانيا بإصدار محركات هوجو البخاري.
ومجملًا، سجل هوجو لينتز تقريبًا 2000 براءة اختراع، وذاع صيته بسبب صمام الترس البخاري لحث صمامات القفز، وقام بتطوير شكل مختلف لقاطرة بخارية بتصميم جديد، وتُوفي في الحادي والعشرين من شهر مارس عام 1944